# Tell es-Sweyhat Survey
Die als Tell-es-Sweyhat Survey bezeichnete Untersuchung des englischen Archäologen Tony Wilkinson fasst eine Mehrzahl kleinerer Untersuchungen zusammen. Ziel dieses Surveys war, die Siedlungsentwicklung um den Tell es-Sweyhat im Zeitraum der letzten zehntausend Jahre zu untersuchen. Darüber hinaus wurden auch Aspekte wie Landwirtschaft und -kultivierung sowie Wasserwirtschaft betrachtet. Schwerer fällt es hingegen Phänomene wie das Nomadentum oder Semi-Nomadentum zu erforschen, da hier in der Regel nur geringe archäologischen Hinterlassenschaften erhalten bleiben.

## Prospektionsgebiet
Der Sweyhat Survey umfasst hauptsächlich die unmittelbare Umgebung zum Tell es-Sweyhat, auf dem Gebiet des heutigen Tabqua-Stausees. Eine Fläche von etwa 60 km² in der Region um den Tell, aber auch 30 wichtige Fundorte am Ostufer des Euphrats wurden in den drei Kampagnen untersucht. Hinzu kommt eine Mehrzahl an Grabungen, die eine genauere Untersuchung ausgewählter Fundorte und ihres unmittelbaren Umlandes zum Ziel hatte.

## Geschichte
Die Untersuchungen am Euphrat finden ihre Vorbilder in Surveys der Vergangenheit, wie etwa jenem von Robert John Braidwood in der Amuq-Ebene, in der heutigen Türkei. Allerdings steht hier nicht länger das Auffinden geeigneter Grabungsorte im Fokus, sondern vielmehr nimmt nun das Verlangen nach ausführlicher Dokumentation von Fundorten in allen Größen, sowie Landschaftsmerkmale zentrale Rollen ein, um somit ein möglichst umfassendes Bild zu schaffen.
Eine Mehrzahl europäischer Reisender besuchte das – heute syrische – Euphrat-Tal im Laufe des 19. und frühen 20. Jahrhunderts. Aber nur wenige passierten dabei Tell es-Sweyhat, die meisten zogen es vor, an Balis vorbei von Aleppo nach Deir ez-Zor zu reisen. 
1812 reiste J. L. Burckhardt den Euphrat entlang. Er beschreibt die Gegend zwischen Balis und ar-Raqqa als mit einer ausgeprägten Beduinenbevölkerung besiedelt, allerdings gebe es keine permanenten Dörfer.
1888 beobachtete William Francis Ainsworth die Fauna und Flora weiter flussabwärts bei Raqqa und beschrieb die Artenvielfalt und die fruchtbare Vegetation im Schwemmland. Aber auch Ainsworth notierte den Hinweis über keinerlei feste Siedlungsstrukturen.
Einige Jahre später dokumentierte Gertrude Bell 1909 erstmals Beobachtungen zu Archäologie und Landschaftsmerkmalen an der Ostseite des Euphrat. Sie schrieb von einer minimal sesshaften Besiedlung, nach wie vor wurde die Region aber eher von nomadischen Gruppen bevölkert. Damit verbunden vermerkte sie nur geringe landwirtschaftliche Aktivität.
Sechs Jahre später bereiste Alois Musil das Gebiet und notierte bereits eine rege Landnutzung um Balis und Abu Hureyra. Es schien also eine rasante Veränderung stattgefunden zu haben.
Die von Tieren betriebenen Bewässerungsanlagen wurden noch bis in die 1930er benutzt, um das Wasser vom Euphrat hinauf in die Bewässerungskanäle zu befördern. Durch immer effektivere Technologien fand hier eine deutliche Landnahme statt, wodurch auch die sedentäre Bevölkerung zunahm.
1948 wurden erstmals Überlegungen über eine Aufstauung des Euphrats öffentlich. Aber erst 1957 entschied man sich für eine tatsächliche Realisierung des großen Tabqa-Staudammes. Es folge eine Einladung der syrischen Antikenverwaltung zur Teilnahme an dem Rettungsprojekt, das in der Folge von der UNESCO überwacht wurde. Maurits N. van Loon leitete wenig später 1967 in diesem Zusammenhang eine erste Oberflächenuntersuchung entlang der Euphratufer.
1972 wurde Tell es-Sweyhat erstmals als nennenswerter Fundort erwähnt. Unter der Leitung von Thomas A. Holland und Donald Whitcomb begannen die Ausgrabungen und dauerten drei Kampagnen an. Unterdessen führte Wilkinson die Arbeit von van Loon fort und untersuchte die Region mit einem „systematischen, archäologischen Survey und geomorphologischen Studien“. 
1974 beschrieb Michael Rowton die „duale Ökonomie“ der Euphratregion: eine Kultivierung von Ackerland durch semi-nomadische Gruppen. Er bezeichnet dies als „dimorphic“. Im selben Jahr wurde der Staudamm schließlich geschlossen und die Aufstauung des Euphrats begann. In den 1970er Jahren schien die Gegend um den Tell trocken und eher wenig einladend. Dennoch wuchs in der Folge die Bevölkerung stetig an, sodass in den 1990er Jahren bereits das Landschaftsbild von einer Vielzahl größerer und kleinerer Dörfer geprägt war. Fast zwei Jahrzehnte später spricht Hüttenroth 1990 von einem „ausgeprägtem Hirseanbau entlang der permanenten Flüsse, südlich der ‚Sesshaften Zone‘“.
1991 und 1992 wurden erneut Untersuchungen unter der Leitung von Wilkinson durchgeführt, hauptsächlich mit dem Ziel, Fundorte in der direkten Nachbarschaft zum Tell es-Sweyhat zu überprüfen und aufzunehmen. Die Ergebnisse der Grabungen, die im Anschluss an den ersten Survey, und auch schon im Vorfeld, in dieser Region stattgefunden hatten, wurden ebenfalls zur Überprüfung oder Ausweitung der Survey-Resultate herangezogen. Leider war die Fundsituation in den 1970er Jahren wie auch heute nicht nur auf Grund der landwirtschaftlichen Nutzung, sondern auch wegen der starken Erosion in der Schwemmebene problematisch. Die Vollständigkeit des Surveys muss also in Frage gestellt werden. 

## Ergebnisse

### Paläolithikum
Die Untersuchungsergebnisse lassen den Schluss zu, dass eine Nutzung der Region über einen Zeitraum der letzten 11.000 Jahre hinweg stattgefunden hat. Zwar war das Gebiet nicht durchweg gleich dicht besiedelt, aber bis auf einige wenige Lücken lässt sich die Situation bis ins Epipaläolithikum (etwa 10.000 - 8.300 v. Chr.) zurückverfolgen. Überreste an der Ostseite des Euphrats, die den Natufienzeitlichen Funden in Abu Hureyra gleichen, stellen die frühesten Belege im Prospektionsgebiet dar.

### Neolithikum
Frühe und späte Schichten aus dem Präkeramischen Neolithikum A fanden sich in Mureybit und Tell Sheikh Hassan. In Abu Hureyra hingegen folgten erst wieder Schichten, die in das frühe und späte Präkeramische Neolithikum B datieren. 
Es scheint also, dass es in der Region bereits um 8.500 v. Chr. eine sesshafte Bevölkerung gab – zumindest zeitweilig. Die einfache Wohnhausarchitektur bestand überwiegend aus runden Grubenhäusern und die Bevölkerung ernährte sich hauptsächlich von Fisch aus dem Fluss oder Wild, das in den Wäldern in der Schwemmebene, oder den Steppen gejagt wurde. Ebenso erntete man Gräser und Körner, die durch den verhältnismäßig reichhaltigen Regen in der Region begünstigt wurden. 
Häuser mit rechteckigem Grundriss lösten allmählich jene mit rundem ab und die Siedlungen wuchsen schnell um ein Vielfaches an. Diese Entwicklung kann man besonders gut anhand der Wohnhausarchitektur der beiden Siedlungen Mureybit, wo noch runde Häuser gefunden wurden, und Tell Sheikh Hassan, wo bereits eckige Strukturen vorhanden sind, die allerdings mit einer ähnlichen Bauweise errichtet wurden, erkennen. Die runden Strukturen in Mureybit sind in die Phase Mureybit IA einzuordnen und die Strukturen in Sheikh Hassan werden von Cauvin in die Phase Mureybit III datiert.
Strommenger stellte fest, dass sich im Laufe der 1. Hälfte des 8. Jahrtausends v. Chr. die Nahrungsbeschaffung grundlegend änderte. Das Steppenwild wurde zunehmend zum Hauptziel der Jagd und man begann um etwa 7.700 v. Chr. mit dem Aussäen von Körnern und Gräsern in Feldern in der unmittelbaren Umgebung. Strommenger zweifelt eine praktische Verwendung der frühen Tongefäße aus dieser Zeit, auf Grund der kleinen Fundzahl an.

### Halaf-Zeit
Frühe Funde des keramischen Neolithikums kamen ebenfalls in Abu Hureyra zu Tage. Allerdings treten Funde aus dieser Zeit am Euphrat nicht so häufig auf, wie Akkermanns sie für das Belich-Tal festhalten konnte. Diese Fundsituation könnte sich daraus erklären, dass entweder die Erosion den Großteil der Fundorte aus dieser Zeit abgetragen hat, oder aber die Siedlungssituation zwischenzeitlich am Euphrat weniger attraktiv war. Dennoch konnte ein Halaf-zeitlicher Fundort freigelegt werden. Die Fundsituation im Prospektionsgebiet unterscheidet sich somit nur marginal von jener weiter flussabwärts, wo Halafzeitliches gänzlich fehlt.
Strommenger sieht hier auch die Einführung der Keramik für den alltäglichen Gebrauch im Haushalt. Sie setzt hier auch die Entwicklung der Lebensweise vom Nomadentum hin zu Sesshaftigkeit und produzierender Wirtschaft an. Strommenger verweist hierfür auf das Halaf-zeitliche Shams ed-Din Tannira: „Ein kleines Dof mit Rundhäusern aus der 1. Hälfte des 5. Jahrtausends v. Chr., konnte in Shams ad-Din/Tannira untersucht werden. Seine Bewohner stellten schöne bemalte Keramik vom bekannten Typ der Halaf-Ware her“. 

### Ubaid-Zeit
Mit der Ubaid-Zeit wird die Fundlage wieder klarer. Einige größere Fundorte konnten identifiziert werden. Ebenso wurden 1990 zwei kleine, unbenannte, chalkolitische Fundorte an der Westseite des Euphrats festgehalten. Diese Orte belegen die Besiedlung für die Ubaid-Zeit und das frühe Spätchalkolitikum, was von Wilkinson als eine „Kontakt-Zeit“ zur Pre-Uruk-Phase gedeutet wird. 

### Uruk-Zeit
Ein beachtlicher Anstieg in der Besiedlungsdichte zeichnet sich in der Mittleren und Späten Uruk-Zeit ab. Tell Sheikh Hassan, Habuba Kabira, Tell Kannas, Dschebel Aruda und eine Vielzahl weiterer Fundorte weisen Schichten aus dieser Periode auf. Die Region scheint vermehrt in das Augenmerk der frühen Hochkulturen Südmesopotamiens zu geraten und erlebt eine „besondere Blüte unter dem Interessens- und Einflussbereich Sumers und Elams“. Zu dieser Zeit dürfte die hier befindliche Handelsroute auch ihre lange Zeit wichtige Bedeutung gewonnen haben. Rohstoffe aus Anatolien, Nordsyrien oder vom Mittelmeer wurden den Euphrat hinab nach Südmesopotamien transportiert. Ein Beleg für die Bedeutung der Region als wichtiger „Knotenpunkt des internationalen Handels“ dürfte auch die bereits in früher Zeit gut befestigte Siedlung Habuba Kabira sein. Die Stadtmauer ist Uruk-zeitlich und deutet darauf, dass der Ort seine besondere Stellung als „Warenumschlagplatz“ zu etwa dieser Zeit errungen haben dürfte. Eine intensive Einflussnahme durch Südmesopotamien lässt sich auch an der übrigen Stadtarchitektur erkennen. Eine Nischen-Bauweise, die sonst bislang nur für Paläste und Tempel belegt ist, findet sich in Habuba Kabira auch an Wohnhäusern. Eine weitere Gemeinsamkeit stellen die in Habuba hauptsächlich auftretenden Haustypen sowie die pfannenförmigen Feuerstellen dar. Auch diese sind typisch für Uruk. Auf dem Jebel Aruda befand sich wohl das politische und kultische Zentrum der Region. 

### Assyrer-Zeit (3. Jahrtausend v. Chr.)
Nach einer Phase der „Siedlungsaufgabe“ wurde zu Beginn des 3. Jahrtausends eine Vielzahl der zuvor abgestoßenen Siedlungen neu gegründet und die Bevölkerungsdichte stieg erneut stark an. Diese Entwicklung scheint in Tell Hadidi eingesetzt, und sich von dort zunächst über die Sweyhat-Ebene und die gesamte Region ausgedehnt zu haben. Es ist anzunehmen, dass einige der Fundorte unter dem Einfluss von Ebla standen. Allerdings geht Wilkinson auch davon aus, dass die Mehrzahl der Siedlungen nicht der direkten Einflussnahme unterstand. Dies belegen schriftliche Zeugnisse in Tell Hadidi, die einen anderen altorientalischen Namen nennen, was den Schluss zulässt, dass einige Siedlungen auch einen ‚souveränen‘ Status genossen haben dürften.
Ein Großteil der Siedlungen blieb bis zur Mitte des 2. Jahrtausend v. Chr. bestehen, bevor einige auf Dauer wieder aufgegeben wurden. Schriftliche Zeugnisse belegen allerdings fast für das gesamte 2. Jahrtausend die Bedeutung für die Region am heutigen Assad-Stausee. Neben den Textfunden aus Emar, die in das 13. Jahrhundert v. Chr. datieren, gibt es auch Tontafeln aus Tell Munbaqa und Tell Fray. In der Folge geriet die Region in der späten Bronzezeit unter hethitische Oberherrschaft. Die Siedlungen auf der Ostseite des Euphrats gerieten jedoch unter Mitanni-Einfluss. Laut Strommenger wurden möglicherweise einige Siedlungen infolge der Auseinandersetzungen zwischen den Hethitern und Assyrern aufgegeben. Mittelassyrische Keramik belegt eine Einflussnahme auf die Region am Westufer des Euphrats, obgleich die Grenze des Assyrerreiches vermutlich weiter flussabwärts an der Balikh-Mündung gelegen haben wird.

### Hellenistisch-römische Zeit
Über die Achämeniden-Zeit lassen sich keine verlässlichen Angaben für die Region machen, was zum einen damit zusammenhängt, dass sich die materielle Kultur generell wenig entwickelt hat und Spuren in der Gegend kaum auffindbar sind. Auf die Achämeniden folgte eine Phase der Seleukiden-Herrschaft, bevor die Römer die Verwaltung der Region übernahmen und sie als Provinz „Syria“ in das Römische Imperium eingliederten. Die Römer legten ihr Hauptaugenmerk allerdings eher auf die meernahen Gebiete und die Sicherung von Grenzregionen, wofür der Euphrat zwar eine wichtige Rolle spielte, aber auf Grund der natürlichen Gegebenheiten nur an wenigen Stellen zusätzlich befestigt werden musste. Die Siedlungen waren somit zwar Teil des Imperiums, allerdings fernab vom Interessen-Fokus der Oberherrschaft. Die Mehrzahl der römischen Tumulus-Gräber stammt aus dieser Zeit. In der weiteren Folge ging die Region in den byzantinischen Einflussbereich über. 

### Islamische Zeit
Mit Beginn der islamischen Zeit, nahm die Besiedlungsdichte der Region wieder deutlich zu. Entlang des Euphrats fanden sich zahlreiche Siedlungen mit Überresten aus dieser Zeit. Ab dem 15. Jahrhundert setzte eine Phase der Emigration ein, die durch die Städtepolitik der Mamluken bedingt war. Es fand eine rapide Landflucht hin in die westlicheren Städte Syriens statt, und nomadische Gruppen gewannen wieder die Oberhand. Wie eingangs erwähnt dauerte dieses Bevölkerungsbild bis zum Anfang des 20. Jahrhunderts an.